# Brachydontium microcarpum
Brachydontium microcarpum là một loài rêu trong họ Seligeriaceae. Loài này được (Hook. & Wilson) Ochyra mô tả khoa học đầu tiên năm 1999.